# Leandro Simbaña
Leandro Simbaña es un fisioterapeuta ecuatoriano, (Quito 1976). Es miembro del cuerpo médico del equipo de futbol Club Deportivo El Nacional. Fue estudiante en el colegio Mejía y estudió Terapia física en la Universidad Central del Ecuador.

## Trayectoria
Comenzó su carrera en el equipo de futbol El Nacional por un programa de pasantías en 1998, en febrero de 1998 asumió el cargo de fisioterapeuta de los equipos de las divisiones menores y en marzo del mismo año asumió el cargo en el equipo juvenil sub-20, en 2004 pasó a ser el fisioterapeuta del equipo principal. En el año 2010 comenzó a correr a grandes velocidades en el campo de juego, cuando un jugador necesita atención fisioterapéutica en la cancha de futbol.

## Clubes
| Club        | País    | Año        |
| ----------- | ------- | ---------- |
| El Nacional | Ecuador | 2004- 2023 |

## Palmarés

### Campeonatos nacionales
| Título                         | Club        | País    | Año  |
| ------------------------------ | ----------- | ------- | ---- |
| Campeonato Ecuatoriano         | El Nacional | Ecuador | 2005 |
| Campeonato Ecuatoriano         | El Nacional | Ecuador | 2006 |
| Campeonato Ecuatoriano Serie B | El Nacional | Ecuador | 2022 |